# US Open 2021 - Doppio femminile in carrozzina
Diede de Groot e Aniek van Koot hanno sconfitto le campionesse in carica Yui Kamiji e Jordanne Whiley in finale con il punteggio di 6–1, 6–2.

## Teste di serie
1. Diede de Groot /  Aniek van Koot (campionesse)

1. Yui Kamiji /  Jordanne Whiley (finale)

## Tabellone

### Legenda
| - Q = Qualificato - WC = Wild card - LL = Lucky loser | - ALT = Alternate - SE = Special Exempt - PR = Protected Ranking | - w/o = Walkover - r = Ritirato - d = Squalificato |

|  | Semifinali | Semifinali                        | Semifinali                        | Semifinali | Semifinali |  |  | Finale | Finale                        | Finale                        | Finale | Finale |  |
|  |            |                                   |                                   |            |            |  |  |        |                               |                               |        |        |  |
|  | 1          | Diede de Groot Aniek van Koot     | Diede de Groot Aniek van Koot     | 6          | 6          |  |  |        |                               |                               |        |        |  |
|  |            | Dana Mathewson Kgothatso Montjane | Dana Mathewson Kgothatso Montjane | 0          | 2          |  |  | 1      | Diede de Groot Aniek van Koot | Diede de Groot Aniek van Koot | 6      | 6      |  |
|  |            | Angélica Bernal Momoko Ohtani     | Angélica Bernal Momoko Ohtani     | 2          | 0          |  |  | 2      | Yui Kamiji Jordanne Whiley    | Yui Kamiji Jordanne Whiley    | 1      | 2      |  |
|  | 2          | Yui Kamiji Jordanne Whiley        | Yui Kamiji Jordanne Whiley        | 6          | 6          |  |  |        |                               |                               |        |        |  |